# Splendida ostinazione
Splendida ostinazione è un singolo del cantante italiano Marco Carta, il primo estratto dal quinto album in studio Come il mondo e pubblicato il 16 giugno 2014.

## Il brano
Il brano, prodotto dagli stessi autori e compositori, Daniele Coro e Federica Camba, è in rotazione radiofonica dal 20 giugno 2014 e disponibile dal 16 giugno per il download digitale.

## Video musicale
Il videoclip del brano entra in rotazione nei principali canali musicali TV dal 20 giugno 2014 ed è stato diretto da Marco Salom.

## Successo commerciale
Il brano ad una settimana dalla pubblicazione, debutta alla 1ª posizione della Top Singoli, posizione massima raggiunta da questo lavoro discografico. Il singolo mantiene nelle due settimane seguenti la 2ª posizione mentre nelle successive due la 7ª. Resta nella top 20 della Top Singoli per 11 settimane di seguito. Nel mese di luglio riceve la certificazione di disco d'oro per le oltre 15 000 copie vendute in digitale. Il 10 ottobre viene certificato disco di platino per le oltre 30 000 copie vendute in digitale.
Splendida ostinazione risulta essere il 75° brano più venduto nel primo semestre del 2014 secondo la classifica di metà anno stilata dalla FIMI e l'88° brano più venduto di tutto il 2014 sempre secondo la classifica di fine anno FIMI.

## Classifiche
| Classifica (2014) | Posizione massima |
| ----------------- | ----------------- |
| Italia            | 1                 |